# Cordelia Edvardson
Cordelia Maria Edvardson (München, 1 januari 1929 - Stockholm, 29 oktober 2012) was een Zweeds journaliste en auteur van Duits-Joodse afkomst.
Ze werd geboren in München in de toenmalige Weimarrepubliek als dochter van de Duitse lerares Elisabeth Langgässer die een korte affaire had gehad met de Joodse jurist Hermann Heller.

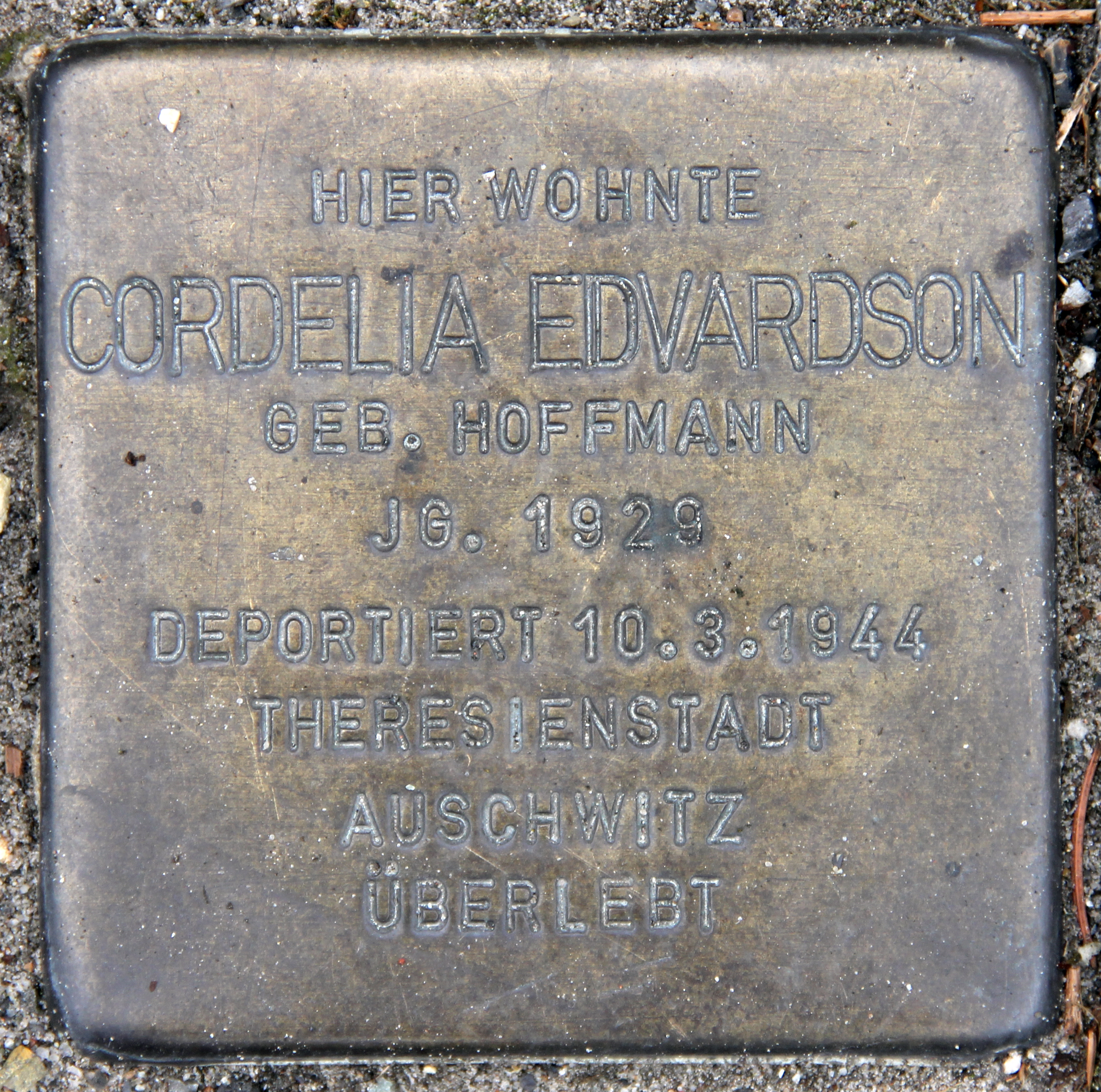
Stolperstein voor Cordelia Edvardson aan de Eichkatzweg in Berlin-Westend

Ze woonde met haar moeder tot 1944 in Berlijn, toen ze op 15-jarige leeftijd door de nazi's werd opgepakt omdat ze een Joodse vader had. Haar moeder had haar in 1943 nog laten adopteren door een Spaans echtpaar, maar ze mocht het land niet verlaten. In 1944 werd Cordelia opgepakt en eerst gedeporteerd naar Theresienstadt en vervolgens naar Auschwitz-Birkenau. Ze overleefde de kampen en werd in 1945 met een Witte Bus naar Zweden gebracht. In 1946 kon Cordelia haar moeder meedelen dat zij de Holocaust had overleefd. Ze ontmoetten elkaar in 1949, kort voor haar moeders dood, nog eenmaal. Ze was van 1948 tot 1953 getrouwd met sportjournalist en auteur Ragnar Edvardson, later had ze nog een relatie met schrijver Tore Zetterhorn.
Tot 1974 woonde ze in Zweden, waar ze werkte als journalist. In 1973 ging ze naar Israël om verslag te doen van de Jom Kipoeroorlog. Hierna was ze van 1977 tot 2006 correspondent voor de krant Svenska Dagbladet in Jeruzalem. Gedurende deze tijd deed ze uitgebreid verslag van het Israëlisch-Palestijns conflict. In 1984 publiceerde ze een autobiografie, waarin ze haar leven als Holocaustoverlevende beschreef. Voor dit boek ontving ze de Geschwister-Scholl-Preis. In 2001 werd ze onderscheiden met het Kruis van verdienste I. Klasse in de Orde van Verdienste van de Bondsrepubliek Duitsland vanwege haar inzet voor de Duits-Zweeds betrekkingen. Ook ontving ze in dat jaar de Koninklijke Prijs van de Zweedse Academie. In 2005 ging er een documentaire over haar leven in première met de titel Flickan från Auschwitz (het meisje van Auschwitz)
Ook na haar terugkeer naar Zweden in 2006 bleef ze columnist voor Svenska Dagbladet.
Ze overleed in Stockholm na een ziekbed op 83-jarige leeftijd.
In 2025 verscheen de Nederlandse vertaling van haar autobiografie onder de titel Gebrand kind zoekt het vuur.
Het boek "doet niet onder voor wat Primo Levi, Imre Kertész en G.L. Durlacher in hun even onovertroffen boeken hebben geschreven".